# Cable Building
Le Cable Building est un bâtiment situé au 611 Broadway à l'angle nord-ouest avec Houston Street à NoHo et Greenwich Village, à Manhattan, New York. Puisqu'il s'étend sur un pâté de maisons, le Cable Building a également des adresses de 2-18 West Houston Street et 178-188 Mercer Street. 

## Histoire et description

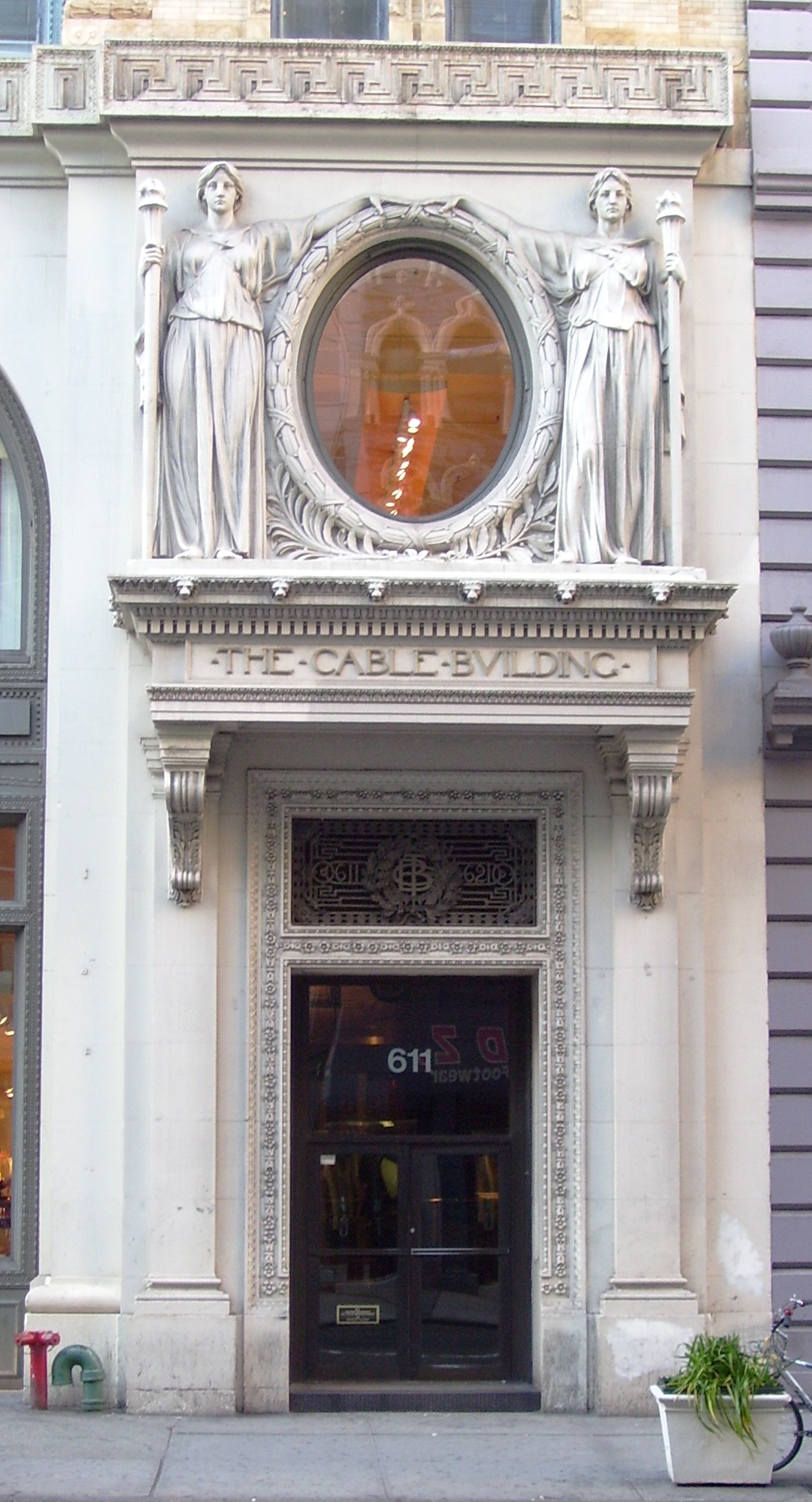
Entrée côté ouest

Le Cable Building a été construit en 1892-1894. Il s'agit d'une structure à ossature en acier et en fer avec revêtement en brique, pierre et terre cuite. Il a une base en calcaire avec une arcade à deux étages avec des vitrines ornées de tympans en fer et d'élégantes clés de voûte. Il a également une corniche de cuivre proéminente avec des visages de lions, des moulures d'œufs et de fléchettes et surmontant des acanthes. On pense qu'il s'agit de la première utilisation par le cabinet d'architectes McKim, Mead & White d'un cadre en acier complet dans un bâtiment commercial . 

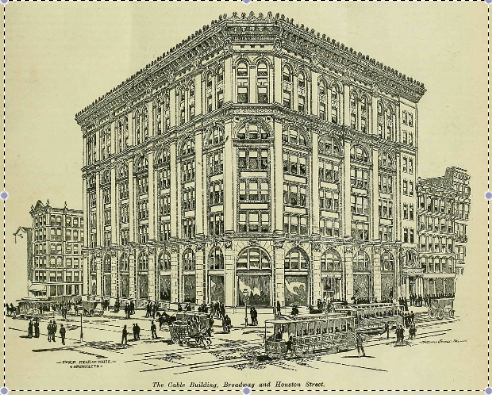
Dessin du Cable Building en 1893

Le bâtiment a été désigné comme faisant partie du quartier historique de NoHo en 1999 par la Commission de préservation des monuments de New York.  
Cependant, le Cable Building n'est pas actuellement inscrit à part entière sur le Registre national des lieux historiques. 